# Europarlamentari della Polonia della IX legislatura
Gli europarlamentari della Polonia della IX legislatura, eletti in occasione delle elezioni europee del 2019, sono stati i seguenti.

## Composizione storica
| Europarlamentare                | Lista                                                    | Gruppo |
| ------------------------------- | -------------------------------------------------------- | ------ |
| Magdalena Adamowicz             | Coalizione Europea (Indipendente)                        | PPE    |
| Bartosz Arłukowicz              | Coalizione Europea (Piattaforma Civica)                  | PPE    |
| Marek Paweł Balt                | Coalizione Europea (Alleanza della Sinistra Democratica) | S&D    |
| Marek Belka                     | Coalizione Europea (Alleanza della Sinistra Democratica) | S&D    |
| Robert Biedroń                  | Primavera                                                | S&D    |
| Adam Bielan                     | Diritto e Giustizia (Accordo)                            | ECR    |
| Joachim Stanisław Brudziński    | Diritto e Giustizia                                      | ECR    |
| Jerzy Buzek                     | Coalizione Europea (Piattaforma Civica)                  | PPE    |
| Włodzimierz Cimoszewicz         | Coalizione Europea (Alleanza della Sinistra Democratica) | S&D    |
| Ryszard Czarnecki               | Diritto e Giustizia                                      | ECR    |
| Jarosław Duda                   | Coalizione Europea (Piattaforma Civica)                  | PPE    |
| Anna Fotyga                     | Diritto e Giustizia                                      | ECR    |
| Tomasz Frankowski               | Coalizione Europea (Piattaforma Civica)                  | PPE    |
| Andrzej Halicki                 | Coalizione Europea (Piattaforma Civica)                  | PPE    |
| Krzysztof Hetman                | Coalizione Europea (Partito Popolare Polacco)            | PPE    |
| Danuta Maria Hübner             | Coalizione Europea (Piattaforma Civica)                  | PPE    |
| Patryk Jaki                     | Diritto e Giustizia (Polonia Solidale)                   | ECR    |
| Adam Jarubas                    | Coalizione Europea (Partito Popolare Polacco)            | PPE    |
| Krzysztof Jurgiel               | Diritto e Giustizia                                      | ECR    |
| Jarosław Kalinowski             | Coalizione Europea (Partito Popolare Polacco)            | PPE    |
| Karol Karski                    | Diritto e Giustizia                                      | ECR    |
| Beata Kempa                     | Diritto e Giustizia (Polonia Solidale)                   | ECR    |
| Izabela-Helena Kloc             | Diritto e Giustizia                                      | ECR    |
| Łukasz Kohut                    | Primavera                                                | S&D    |
| Ewa Kopacz                      | Coalizione Europea (Piattaforma Civica)                  | PPE    |
| Joanna Kopcińska                | Diritto e Giustizia                                      | ECR    |
| Zdzisław Krasnodębski           | Diritto e Giustizia                                      | ECR    |
| Elżbieta Kruk                   | Diritto e Giustizia                                      | ECR    |
| Zbigniew Kuźmiuk                | Diritto e Giustizia                                      | ECR    |
| Ryszard Antoni Legutko          | Diritto e Giustizia                                      | ECR    |
| Janusz Lewandowski              | Coalizione Europea (Piattaforma Civica)                  | PPE    |
| Bogusław Liberadzki             | Coalizione Europea (Alleanza della Sinistra Democratica) | S&D    |
| Elżbieta Katarzyna Łukacijewska | Coalizione Europea (Piattaforma Civica)                  | PPE    |
| Beata Mazurek                   | Diritto e Giustizia                                      | ECR    |
| Leszek Miller                   | Coalizione Europea (Alleanza della Sinistra Democratica) | S&D    |
| Andżelika Anna Możdżanowska     | Diritto e Giustizia                                      | ECR    |
| Janina Ochojska                 | Coalizione Europea (Indipendente)                        | PPE    |
| Jan Olbrycht                    | Coalizione Europea (Piattaforma Civica)                  | PPE    |
| Tomasz Piotr Poręba             | Diritto e Giustizia                                      | ECR    |
| Elżbieta Rafalska               | Diritto e Giustizia                                      | ECR    |
| Bogdan Rzońca                   | Diritto e Giustizia                                      | ECR    |
| Jacek Saryusz-Wolski            | Diritto e Giustizia                                      | ECR    |
| Radosław Sikorski               | Coalizione Europea (Piattaforma Civica)                  | PPE    |
| Sylwia Spurek                   | Primavera                                                | S&D    |
| Beata Szydło                    | Diritto e Giustizia                                      | ECR    |
| Róża Thun Und Hohenstein        | Coalizione Europea (Piattaforma Civica)                  | PPE    |
| Grzegorz Tobiszowski            | Diritto e Giustizia                                      | ECR    |
| Witold Jan Waszczykowski        | Diritto e Giustizia                                      | ECR    |
| Jadwiga Wiśniewska              | Diritto e Giustizia                                      | ECR    |
| Anna Zalewska                   | Diritto e Giustizia                                      | ECR    |
| Kosma Złotowski                 | Diritto e Giustizia                                      | ECR    |

## Modifiche intervenute
Europarlamentari eletti per effetto dell'attribuzione di seggi ulteriori
- In data 01.02.2020 è proclamato eletto Dominik Tarczyński (Diritto e Giustizia, gruppo ECR).
- In data 30.10.2020 Sylwia Spurek lascia il partito Primavera e contestualmente il gruppo S&D e si iscrive da indipendente al gruppo Verdi/ALE.[1]
- Nel febbraio 2021 Adam Bielan fu espulso dal partito Accordo. Rimane nel gruppo ECR.[2]